# Mastigophorophyllon jickeli
Mastigophorophyllon jickeli är en mångfotingart som beskrevs av Karl Wilhelm Verhoeff 1900. Mastigophorophyllon jickeli ingår i släktet Mastigophorophyllon och familjen Mastigophorophyllidae. Inga underarter finns listade i Catalogue of Life.